# Skilling (entreprise)
Pour les articles homonymes, voir Skilling.
Skilling est une société de technologie financière scandinave spécialisée dans le trading en ligne, créée en 2016.

## Histoire
Skilling a été fondée en 2016 par Henrik Persson Ekdahl, Andre Lavold et Mikael Riese Harstad, avec le soutien d'Optimizer Invest. La plateforme a été officiellement lancée en 2019 par l’entreprise. En 2020, cette plateforme s'est étendue à plus de 15 langues,,.
À ses débuts, l'entreprise a obtenu un financement d'Optimizer Invest, une société d'investissement derrière Catena Media, Betsson et GiG,. 
Skilling a également levé 15 millions d'euros auprès d'investisseurs scandinaves. 
L'entreprise a été le sponsor du dos du maillot du Fulham FC pendant la saison 2019-2020. 
Le champion du monde d'échecs Magnus Carlsen a été l'ambassadeur mondial de la marque Skilling en 2021,,,. 
L'entreprise a collaboré avec Aston Villa pour la saison 2020-2021,,. 
Skilling a également sponsorié la compétition de padel Studio Padel Road to Marbella en 2021. 
Au début de l'année 2022, l'entreprise a levé 10 millions d'euros de capitaux frais, ce qui a fait grimper sa valorisation de près de 50 % en l'espace d'un an. 
Skilling est devenu la « Meilleure plateforme de trading Forex Global », la « Meilleure plateforme de trading Forex Europe » et la « Meilleure plateforme de trading Forex LATAM » lors des Global Forex Awards 2022, ainsi que « Meilleur courtier CFD Global » lors des UF Awards 2023,,,,,. 
En décembre 2023, Jon Squires, qui était auparavant PDG du groupe Capital.com, est devenu PDG du groupe. Michael Kamerman a pris un nouveau rôle au sein du groupe, en tant que CEO de la zone Amérique.